# Augusta glyphica
Augusta glyphica is een spinnensoort in de taxonomische indeling van de wielwebspinnen (Araneidae).
Het dier behoort tot het geslacht Augusta. De wetenschappelijke naam van de soort werd voor het eerst geldig gepubliceerd in 1839 door Félix Édouard Guérin-Méneville.